# Эттисвиль
Э́ттисвиль (нем. Ettiswil, алем. нем. Ettiswiu) — коммуна в Швейцарии, в кантоне Люцерн.
Входит в состав округа Виллизау. Официальный код — 1128.
С 1 января 2006 года лежащий неподалёку Коттвиль вошёл в состав коммуны Эттисвиль.

## История
Первое упоминание Эттисвиля относится к 1070 году. При Габсбургах местные жители терпели насилие и произвол со стороны феодалов Священной Римской империи, что заставило их присоединиться к освободительной борьбе Швейцарского Союза. После низложения Габсбургов после битвы при Земпахе с 1407 года получил независимость вместе с Люцерном. В 1571 году сильный пожар уничтожил здесь множество домов и церковь со священником. До 1798 года местный муниципалитет относился к провинциальной префектуре Виллизау, после провозглашения Гельветической республики — к району Виллизау, а с 1803 года — к новообразованному округу Виллизау. 1 марта 1845 года здесь собиралось два партизанских отряда для похода на Люцерн.

## География
На момент 2006 года площадь Эттисвиля составляла 12,5 км2, из которых 73,7 % отведены под пашни, 17,3 % заняты лесами, 8,3 % заселены человеком (дома, дороги), 0,6 % — ледники, реки, горы.

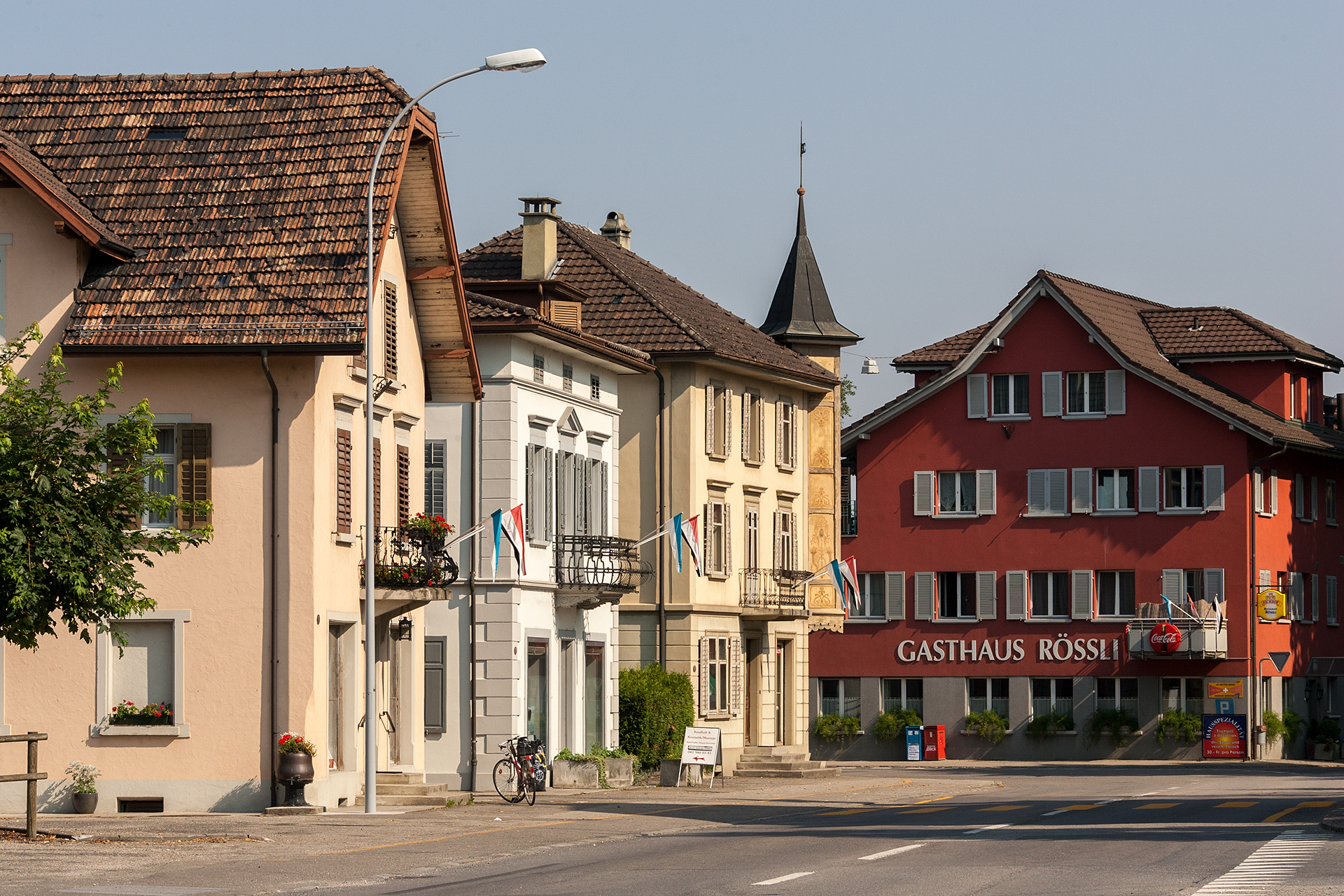
Центр
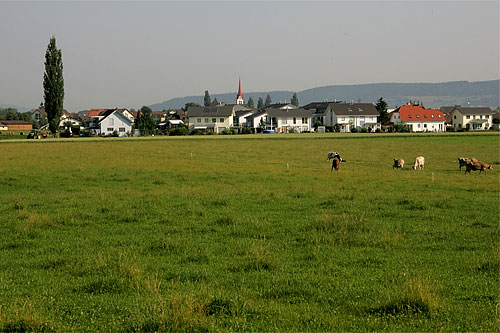
Поля возле Эттисвиля
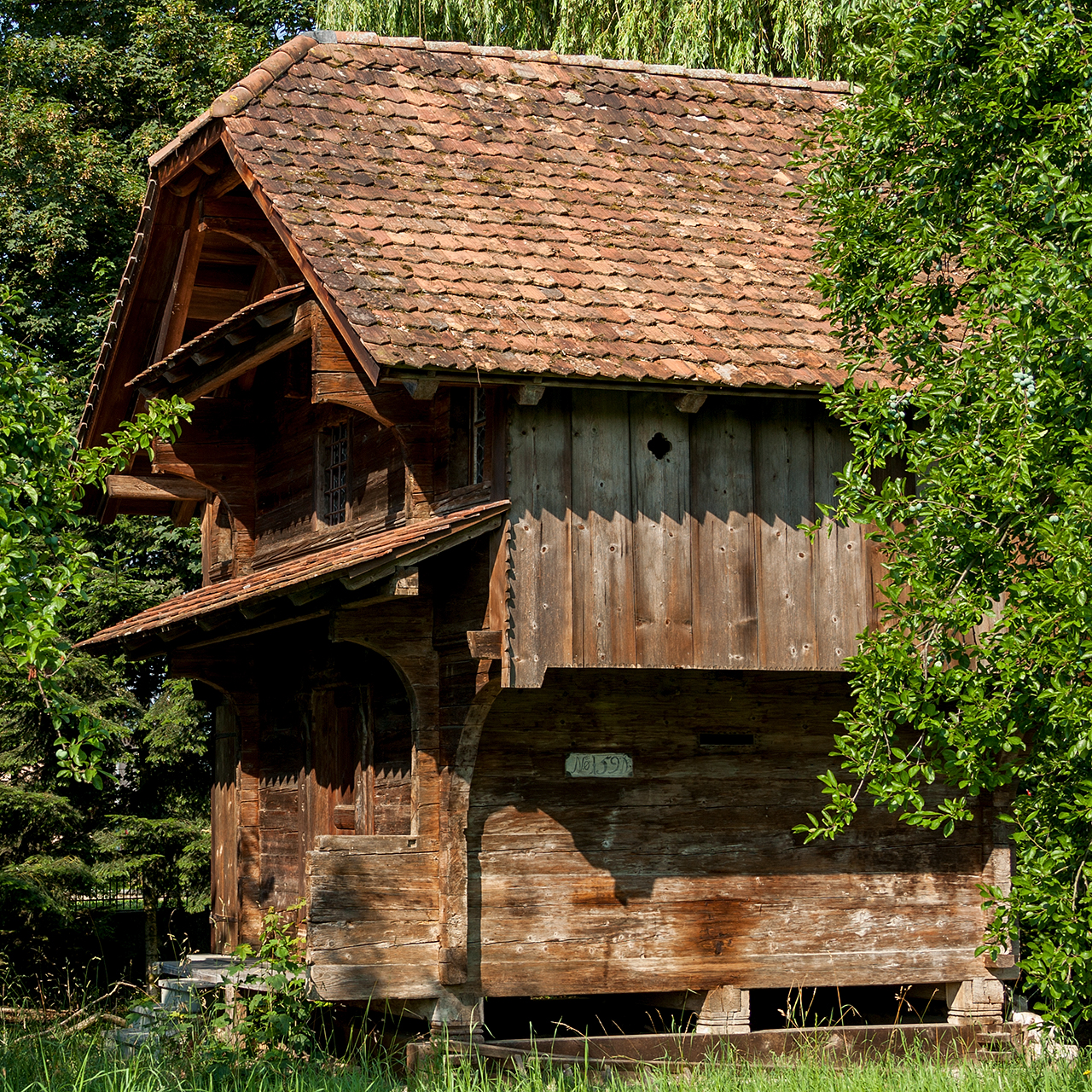
Шпайхер
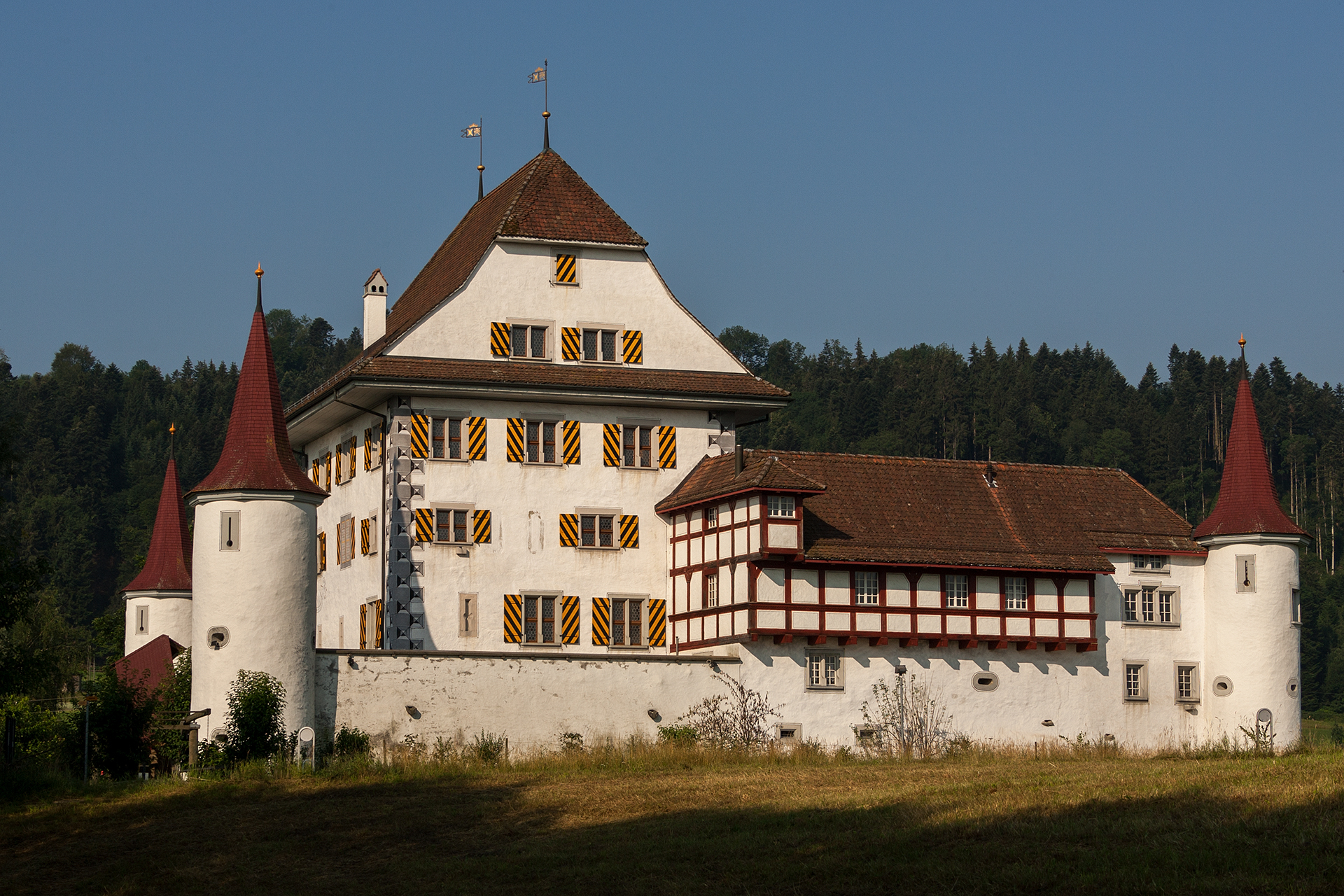
Замок Ваер в пригороде
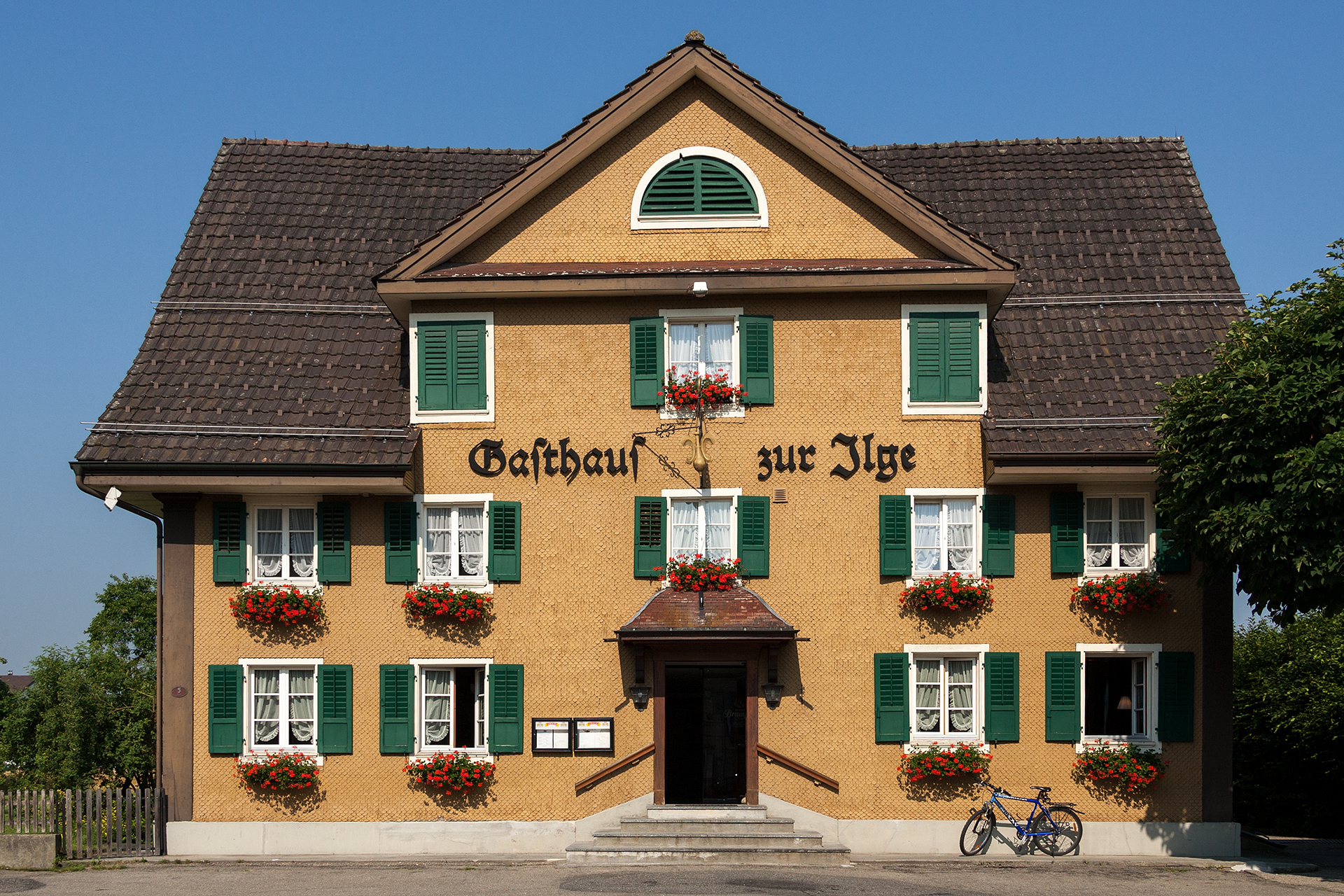
Гостиница Zur Ilge

## Население
Население Эттимвиля (на 31 декабря 2016 года) составляет 2718 человек. За последние 10 лет численность выросла на 4,6 %. По данным переписи 2000 года большинство немецкоговорящие (96.1 %), также есть люди албанского (1.7 %) и французского (0.3 %) происхождения.
По данным переписи 2000 года 1837 человек (86.6 %) исповедуют католическую религию, 103 человека (4.9 %) — протестанты, 17 человек (0.8 %) — иного христианского толка, 2 иудея (0.09 %), 37 мусульман (1.74 %), 12 человек (0.57 %) иной конфессии, 52 человек (2.45 %) не относят себя к какой-либо церкви, 61 человек (2.88 %) не дали ответа.
Таблица развития демографии:
| Год    | Население |
| ------ | --------- |
| с 1695 | ок. 450   |
| 1798   | 622       |
| 1850   | 1015      |
| 1900   | 708       |
| 1950   | 920       |
| 1970   | 1062      |
| 1990   | 1509      |
| 2000   | 1735      |
| 2016   | 2718      |